# Дупонт (Вашингтон)
Дупонт (енгл. DuPont) град је у америчкој савезној држави Вашингтон. По попису становништва из 2010. у њему је живело 8.199 становника.

## Демографија
Према попису становништва из 2010. у граду је живело 8.199 становника, што је 5.747 (234,4%) становника више него 2000. године.
| Група             | 2000.         | 2010.         |
| Белци             | 1.750 (71,4%) | 5.229 (63,8%) |
| Афроамериканци    | 201 (8,2%)    | 664 (8,1%)    |
| Азијати           | 180 (7,3%)    | 833 (10,2%)   |
| Хиспаноамериканци | 156 (6,4%)    | 792 (9,7%)    |
| Укупно            | 2.452         | 8.199         |